# Korsnäbbsläktet
Korsnäbbsläktet (Loxia) tillhör familjen finkar inom ordningen tättingar. 

## Utseende
Korsnäbbarna har stora huvuden och kraftiga kroppar. Näbben är mycket stark och tjock, hoptryckt från sidorna och med inböjda kanter. Överkäken är kullrig och liksom underkäken utdragen och hakformigt böjd, så att käkspetsarna korsar varandra. Hos ungarna är näbben rak och tämligen lik andra finkars. Benen är korta, starka och försedda med långa tår med krökta, spetsiga och vassa klor. Vingarna är tämligen långa och smala, med andra till fjärde pennorna längst, och stjärten kort och djupt kluven. Munvinklarna saknar borsthår. Könen är mycket olika och ungarna annorlunda tecknade än de vuxna fåglarna. Hanarna genomgår drastiska färgförändringar, huvudsakligen från gult till rött.

## Utbredning
Korsnäbbar förekommer främst på norra halvklotet i Europa, Asien och Nordamerika. De sydligast häckande korsnäbbarna är vissa populationer av mindre korsnäbb som förekommer så lång söderut som Centralamerika och den endemiska arten hispaniolakorsnäbb som häckar i Västindien.

## Systematik
Korsnäbbarna delas idag oftast upp i sex arter:
- hispaniolakorsnäbb (Loxia megaplaga)
- bändelkorsnäbb (Loxia leucoptera)
- större korsnäbb (Loxia pytyopsittacus)
- skotsk korsnäbb (Loxia scotica)
- cassiakorsnäbb (Loxiaq sinesciurus)
- mindre korsnäbb (Loxia curvirostra)

Artgränserna dem emellan är under mycket diskussion. Vissa menar att släktet bara består av tre arter, nämligen större korsnäbb, mindre korsnäbb och bändelkorsnäbb. Andra delar upp släktet i fler arter. Att skilja på arterna är komplicerat, och skillnaderna är främst näbbstorlek, huvudform och läte. Bändelkorsnäbben och hispaniolakorsnäbben skiljer dock ut sig med kraftiga vita vingband. Den mindre korsnäbben delas upp i upp till ett tjugotal underarter bland annat med utgångspunkt från näbbstorlek där man funnit att större individer överlappar den större korsnäbbens näbbstorlek. Men hjälp av sonogram har man också kunnat urskilja en stor mängd populationer genom deras skilda läten.

## Ekologi
Korsnäbbarna vistas till största delen i barrskog. Med sin starka näbb tar de skickligt ur frön ur kottar. På vintern livnär de sig ofta av insekter, bär och åtskilliga frösorter, då de gärna besöker lövskogar och trädgårdar. De är skickliga trädklättrare och använder näbben till sin hjälp för att klänga sig fram. 
De olika arterna har specialiserat sig på kottar från olika träd och deras näbbar har utvecklats utifrån detta. Här följer en listning över favoritfödan för de fem arterna:
- större korsnäbb – tall (Pinus sylvestris)
- skotsk korsnäbb – skotsk tall (Pinus sylvestris) och lärk Larix, speciellt planteringar av lärkträd (Larix decidua)
- mindre korsnäbb – gran; vissa populationer även specifika tallarter och i västra Nordamerika även douglasgran (Pseudotsuga menziesii)
- bändelkorsnäbb – vissa arter av lärkträd Larix, speciellt L. sibirica, L. gmelinii, L. laricina och i Nordamerika även hemlocksgranar Tsuga
- hispaniolakorsnäbb – tall (Pinus occidentalis)

### Häckning
Fortplantningen tycks vara mera växlande än andra småfåglars, men vanligtvis lägger de ägg redan i slutet av februari eller början av mars. Bona som byggs redan under vintern är stora och väl sammanbyggda av granpinnar och värmeisoleras med lavar, exempelvis skägglav, och byggs gärna i barrträdskronor.